# Electric Guitar Quartet
Electric Guitar Quartet（エレクトリック・ギター・カルテット）は、西畑勝（ギター）、栗原務（ギター）、法田勇虫（ギター）、堀沢俊樹（ギター）の４人のギタリストが集まって結成されたバンドである。Electric Guitar Quartetの頭文字をとって、E.G.Q.（イー・ジー・キュー）と称されることもある。

## 略歴
バンド結成のきっかけは、1997年春にヤマハのデジタル・ギター・プリアンプ”DG-1000”のサンプル・サウンドCDを、西畑、栗原、法田、堀沢の4人で制作したことによる。これの出来上がりが面白かったため、4人で何かやろうということになり、西畑勝のプロデュースで1998年春からCD制作を開始。1998年秋に1stアルバムをリリース。2000年に2ndアルバムをリリースしている。

## 音楽性
バックグラウンドの異なる4人のギタリストが集まってできたバンドだけに、ハードロックからプログレッシブロック、フュージョンと楽曲ごとに様々な音楽性をみることができる。また、レコーディングやライブでは4人のメンバー以外に、 山木秀夫（Dr)や菅沼孝三(Dr)、鳴瀬喜博(Bs)、梅垣ルナ（Key)といったサポート・ミュージシャンが参加している。

## ディスコグラフィ
- 1stアルバム「エレクトリック・ギター・カルテット」（日本クラウン CRCI-20365）（1998年）
- 2ndアルバム「エレクトリック・ギター・カルテット II」（日本クラウン CRCI-20484 ）（2000年）